# Pseudomys higginsi
Pseudomys higginsi is een knaagdier uit het geslacht Pseudomys dat voorkomt op Tasmanië, een eiland ten zuiden van Australië. Daar leeft hij in allerlei soorten bos, tot op 1600 m. Op grote hoogte is hij het meest algemeen.
De rug is bruingrijs, de onderkant lichtgrijs, met een geleidelijke overgang. De bek en de oogring zijn wat donkerder. De staart is van boven bruingrijs en van onder crèmekleurig. De oren zijn groot, rond en rozegrijs. De voeten zijn van boven wit en van onderen donkerbruin. De kop-romplengte bedraagt 115 tot 145 mm, de staartlengte 145 tot 195 mm, de achtervoetlengte 30 tot 35 mm, de oorlengte 21 tot 25 mm en het gewicht 50 tot 90 gram. Vrouwtjes hebben 0+2=4 spenen.
De soort is 's nachts actief en slaapt in een nest in bijvoorbeeld een holle boom. Hij eet van alles, waaronder fruit, zaden, schimmels, gras, mossen en geleedpotigen. Van oktober tot maart worden er meestal drie jongen geboren.